# Tim Hardaway Jr.
Pour les articles homonymes, voir Hardaway.
Timothy Duane « Tim » Hardaway, Jr., né le 16 mars 1992 à Miami, est un joueur américain de basket-ball évoluant aux postes d'arrière et d'ailier. Il est le fils de Tim Hardaway.

## Carrière lycéenne
Avant de commencer à jouer au basket-ball, Hardaway Jr. joue au football américain pour le lycée Miami Palmetto High School.

## Carrière universitaire

### 2010-2011
Au terme de sa première année chez les Wolverines du Michigan, Tim Hardaway Jr. termine deuxième meilleur marqueur de son équipe avec 13,9 points par match et réalise également 1,7 passe, 1 interception et 3,8 rebonds pour 30,7 minutes jouées par match.
Il termine 4e de la Big Ten conference au nombre de 3 points tentés, 7e au pourcentage aux lancer-francs.
Il est élu quatre fois freshman of the week (joueur en première année de la semaine) le 27 décembre 2010 et trois semaines à la suite, les 14, 22 et 28 février 2011.
Le 9 février 2011, il marque 17 points et capte 10 rebonds face aux Wildcats de Northwestern. Il s'agit de son premier double-double.
Le 12 février 2011, lors d'un match face aux Hoosiers de l'Indiana, il assure un 9 sur 11 au tir pour 26 points marqués.
Le 19 février 2011, il marque 30 points lors de la victoire des Wolverines face aux Hawkeyes de l'Iowa à 9 sur 14 au tir et 5 sur 7 à trois points.
Il obtient la All Big Ten Honorable Mention par les entraîneurs et les médias.
En juin, Tim Hardaway Jr. est sélectionné en équipe nationale pour représenter les États-Unis lors du championnat du monde FIBA des moins de 19 ans. Il joue 9 matchs pour 20,2 minutes de jeu par match et 9,4 points marqués. Il obtient sa meilleure marque lors du dernier match face à l'Australie avec 21 points et 5 rebonds.

### 2011-2012

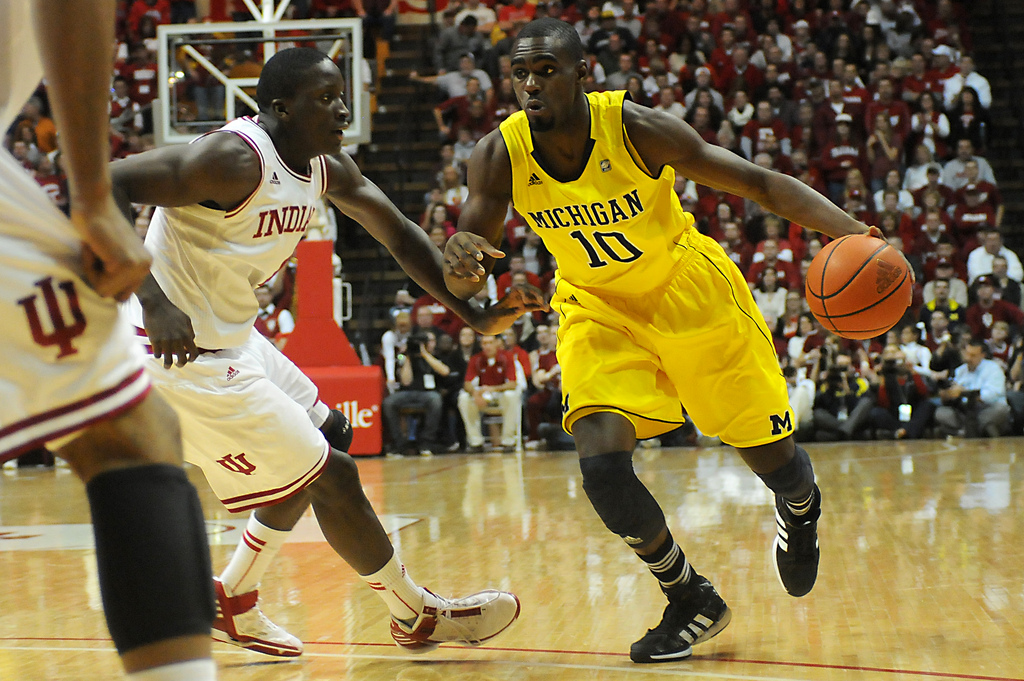
Tim Hardaway Jr. en 2012, face à Victor Oladipo.

La deuxième saison universitaire de Tim Hardaway Jr. est dans la lignée de sa précédente. Avec l'augmentation de son temps de jeu (34,2 minutes par match), ses statistiques sont globalement à la hausse avec 14,6 points, 3,6 rebonds, 2,1 passes, 0,5 interception. Sa réussite à trois points est cependant à la baisse avec un faible 28,3 % de réussite derrière l'arc, d'autant qu'il figure à la 5e place du plus grand nombre de shoots à trois points tentés avec 187 tirs en 33 matchs.
Le 29 décembre, il marque 27 points aux Nittany Lions de Penn State.
Le 8 janvier 2012, il marque 17 points et prend 10 rebonds face aux Badgers du Wisconsin pour son deuxième double-double.
Le 1er mars 2012, face aux Fighting Illini de l'Ilinois, il termine meilleur marqueur du match, meilleur rebondeur, meilleur intercepteur et contreur à égalité. Avec 25 points et 11 rebonds, il réalise son troisième double-double.
Hardaway est élu joueur de la semaine du 28 novembre 2011.
Au terme de la saison, il est nommé dans la All Big Ten Third Team par les entraîneurs et les médias.

### 2012-2013

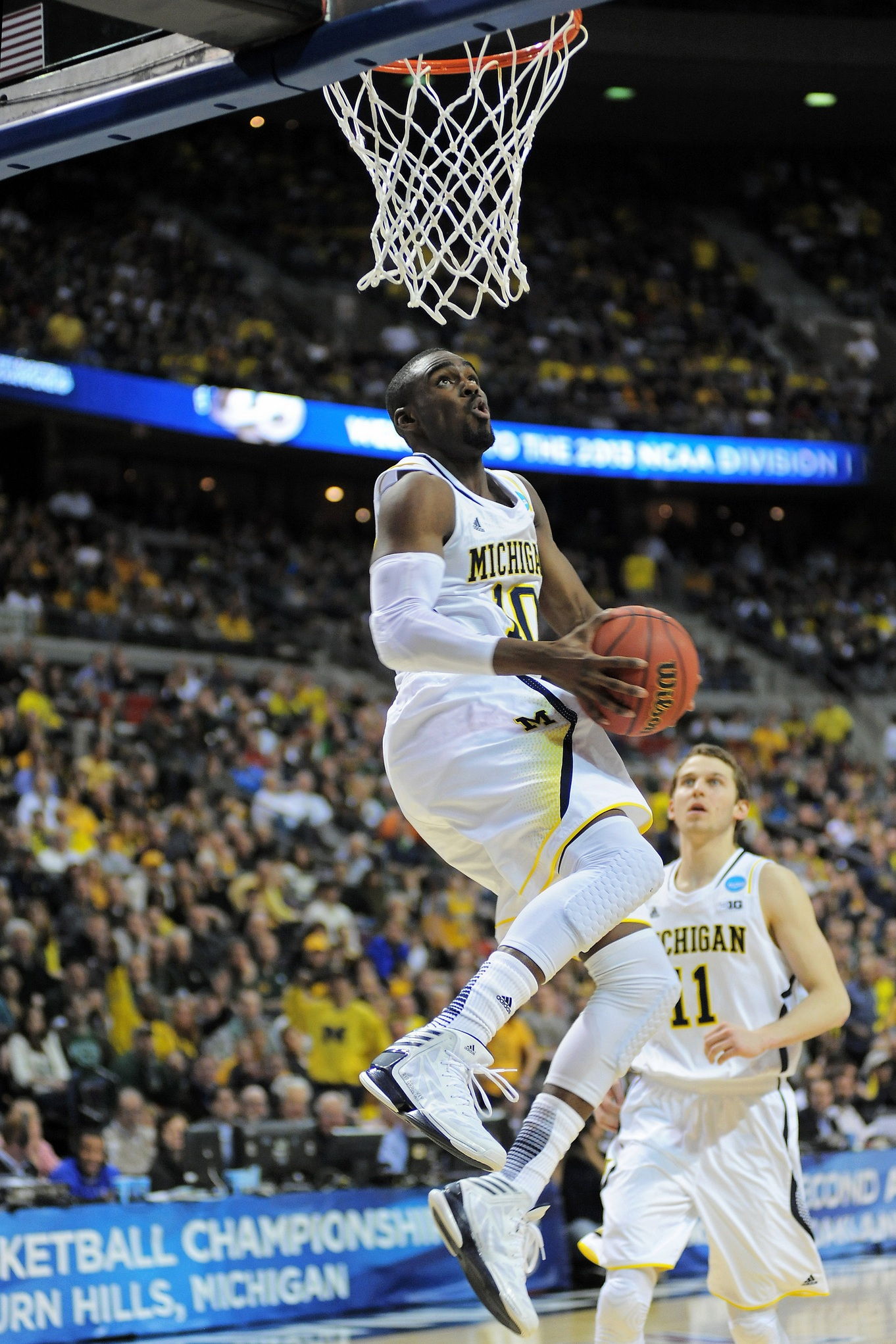
Hardaway durant le tournoi NCAA 2013.

Pour sa troisième et dernière saison universitaire dans le Michigan, Hardaway termine 5e de la conférence Big Ten en pourcentage de réussite au tir (43,7 %), 10e au nombre de trois points réussis (73), 6e au nombre de rebonds défensifs (168), 9e à la moyenne de points par match (14,3). Il capte 4,7 rebonds par match, offre 2,4 passes décisives et intercepte 0,7 ballon par match. Il monte sa réussite à trois points à 37,4% avec 73 tirs primés sur 195.
Hardaway commence sa saison par un double-double (25 points, 10 rebonds avec 5 sur 5 à trois points). Il réitère les 25 points le 15 décembre 2012 face à West Virginia.
Le 9 janvier 2013, il réalise un double-double en marquant 15 points et captant 11 rebonds contre Les Cornhuskers du Nebraska.
Il est élu joueur de la semaine le 9 novembre 2012 et le 12 janvier 2013.
Les entraîneurs le sélectionnent dans la All Big Ten First Team et les médias dans la All Big Ten Second Team

## Carrière NBA

### Knicks de New York (2013-2015)
Tim Hardaway Jr. est drafté en 24e position par les Knicks de New York. Les débuts de Tim Hardaway Jr. en NBA sont très prometteurs et il gagne très vite la confiance de son entraîneur Mike Woodson.
En décembre 2013, il inscrit 21 points face aux Pelicans de La Nouvelle-Orléans lors de la défaite des Knicks sur leur parquet. En janvier 2014, il bat son record en carrière face aux Cavaliers de Cleveland en inscrivant 29 points. Entre le 30 octobre 2013 et le 12 février 2014, il affiche des statistiques de 9,2 points, 1,5 rebond et 0,9 passe décisive pour 20,9 minutes par match en moyenne.
Ses bonnes performances avec son équipe lui permettent alors d'être sélectionné au Rising Stars Challenge pendant le NBA All-Star Game 2014. Malgré la défaite de son équipe, il est le meilleur marqueur du match avec 36 pts à 7/16 à 3 pts en 24 minutes de jeu.

### Hawks d'Atlanta (2015-2017)
Le 25 juin 2015, au soir de la draft 2015 de la NBA, il est transféré chez les Hawks d'Atlanta contre les droits de sélection de Jerian Grant.
Après son arrivée en Georgie, Hardaway Jr. a du mal à s'intégrer dans la rotation de l'équipe. Pour lui offrir plus de temps de jeu et favoriser son développement, les Hawks l'assignent en G-League, respectivement au Charge de Canton le 3 décembre 2015, puis aux Spurs d'Austin le 28 décembre 2015, conformément à la règle d'assignation flexible. Le joueur vit mal cette redescente temporaire à l'échelon inférieur.

### Knicks de New York (2017-2019)
À l'été 2017, il fait son retour chez les Knicks de New York en signant un contrat de 71 millions de dollars sur quatre ans.

### Mavericks de Dallas (2019-2024)
Le 1er février 2019, il est transféré aux Mavericks de Dallas lors d'un échange impliquant 3 joueurs des Knicks et 4 joueurs des Mavericks.
Lors du marché des agents libres de 2021, il re-signe avec les Mavericks pour un contrat de 74 millions de dollars sur quatre ans.

### Pistons de Détroit (2024-2025)
En juin 2024, il est transféré vers les Pistons de Détroit contre Quentin Grimes. Les Pistons effectuent une bonne saison et Hardaway inscrit son record de saison, 27 points, le 12 janvier 2025, face aux Raptors de Toronto.

### Nuggets de Denver (depuis 2025)
En juillet 2025, il signe avec les Nuggets de Denver pour une saison.

## Style de jeu
Tim Hardaway Jr. est surtout connu pour son adresse à 3 points mais également pour son côté athlétique. C'est un joueur à la fois spectaculaire et habile.

## Palmarès
- NBA All-Rookie First Team en 2013-2014.

## Statistiques

### Universitaires
| Saison    | Équipe   | Matchs | Titul. | Min./m | % Tir | % 3pts | % LF | Rbds/m. | Pass/m. | Int/m. | Ctr/m. | Pts/m. |
| --------- | -------- | ------ | ------ | ------ | ----- | ------ | ---- | ------- | ------- | ------ | ------ | ------ |
| 2010-2011 | Michigan | 35     | 35     | 30,7   | 42,0  | 36,7   | 76,5 | 3,80    | 1,69    | 0,97   | 0,14   | 13,86  |
| 2011-2012 | Michigan | 34     | 33     | 34,1   | 41,7  | 28,3   | 71,5 | 3,82    | 2,15    | 0,47   | 0,32   | 14,56  |
| 2012-2013 | Michigan | 38     | 38     | 34,8   | 43,7  | 37,4   | 69,4 | 4,66    | 2,45    | 0,68   | 0,45   | 14,53  |
| Carrière  | Carrière | 107    | 106    | 33,3   | 42,5  | 34,3   | 72,4 | 4,11    | 2,10    | 0,71   | 0,31   | 14,32  |

### Professionnelles

#### Saison régulière NBA
| Saison    | Équipe   | Matchs | Titul. | Min./m | % Tir | % 3pts | % LF | Rbds/m. | Pass/m. | Int/m. | Ctr/m. | Pts/m. |
| --------- | -------- | ------ | ------ | ------ | ----- | ------ | ---- | ------- | ------- | ------ | ------ | ------ |
| 2013-2014 | New York | 81     | 1      | 23,2   | 42,8  | 36,3   | 82,8 | 1,49    | 0,81    | 0,54   | 0,09   | 10,17  |
| 2014-2015 | New York | 70     | 30     | 24,0   | 38,9  | 34,2   | 80,1 | 2,23    | 1,81    | 0,29   | 0,20   | 11,49  |
| 2015-2016 | Atlanta  | 51     | 1      | 16,9   | 43,0  | 33,8   | 89,3 | 1,69    | 1,00    | 0,41   | 0,14   | 6,39   |
| 2016-2017 | Atlanta  | 79     | 30     | 27,3   | 45,5  | 35,7   | 76,6 | 2,84    | 2,30    | 0,70   | 0,19   | 14,47  |
| 2017-2018 | New York | 57     | 54     | 33,1   | 42,1  | 31,7   | 81,6 | 3,93    | 2,72    | 1,09   | 0,18   | 17,47  |
| 2018-2019 | New York | 46     | 46     | 32,6   | 38,8  | 34,7   | 85,4 | 3,50    | 2,65    | 0,91   | 0,13   | 19,13  |
| 2018-2019 | Dallas   | 19     | 17     | 29,3   | 40,4  | 32,1   | 76,7 | 3,21    | 1,95    | 0,63   | 0,11   | 15,47  |
| 2019-2020 | Dallas   | 63     | 50     | 28,8   | 43,7  | 40,7   | 80,1 | 3,14    | 1,97    | 0,62   | 0,08   | 15,84  |
| 2020-2021 | Dallas   | 70     | 31     | 28,4   | 44,7  | 39,1   | 81,6 | 3,27    | 1,80    | 0,44   | 0,16   | 16,61  |
| 2021-2022 | Dallas   | 42     | 20     | 29,6   | 39,4  | 33,6   | 75,7 | 3,71    | 2,19    | 0,90   | 0,14   | 14,24  |
| 2022-2023 | Dallas   | 71     | 45     | 30,3   | 40,1  | 38,5   | 77,0 | 3,54    | 1,82    | 0,69   | 0,17   | 14,35  |
| 2023-2024 | Dallas   | 79     | 12     | 26,8   | 40,2  | 35,3   | 85,2 | 3,20    | 1,80    | 0,50   | 0,10   | 14,40  |
| 2024-2025 | Détroit  | 77     | 77     | 28,0   | 40,6  | 36,8   | 85,5 | 2,40    | 1,60    | 0,50   | 0,10   | 11,00  |
| Carrière  | Carrière | 813    | 422    | 27,4   | 41,7  | 36,1   | 81,5 | 2,90    | 1,80    | 0,60   | 0,10   | 13,70  |

Dernière mise à jour le 2 juillet 2025

#### Playoffs NBA
| Saison   | Équipe   | Matchs | Titul. | Min./m | % Tir | % 3pts | % LF | Rbds/m. | Pass/m. | Int/m. | Ctr/m. | Pts/m. |
| -------- | -------- | ------ | ------ | ------ | ----- | ------ | ---- | ------- | ------- | ------ | ------ | ------ |
| 2016     | Atlanta  | 9      | 0      | 9,7    | 26,9  | 14,3   | 66,7 | 1,00    | 0,78    | 0,00   | 0,11   | 2,22   |
| 2017     | Atlanta  | 6      | 6      | 33,4   | 32,9  | 26,2   | 63,2 | 2,67    | 1,17    | 0,50   | 0,00   | 12,83  |
| 2020     | Dallas   | 6      | 6      | 34,0   | 42,1  | 35,2   | 72,7 | 3,50    | 1,80    | 0,30   | 0,00   | 17,80  |
| 2021     | Dallas   | 7      | 7      | 37,4   | 41,6  | 40,4   | 75,0 | 3,30    | 1,40    | 0,40   | 0,00   | 17,00  |
| 2024     | Dallas   | 14     | 0      | 12,7   | 37,9  | 35,1   | 50,0 | 1,80    | 0,40    | 0,40   | 0,10   | 4,40   |
| 2025     | Détroit  | 6      | 6      | 31,3   | 33,8  | 30,8   | 80,0 | 2,80    | 1,20    | 0,30   | 0,00   | 12,00  |
| Carrière | Carrière | 48     | 25     | 23,3   | 37,4  | 32,8   | 68,6 | 2,30    | 1,00    | 0,30   | 0,07   | 9,50   |

Dernière mise à jour le 2 juillet 2025

#### Saison régulière D-League
| Saison    | Équipe   | Matchs | Titul. | Min./m | % Tir | % 3pts | % LF | Rbds/m. | Pass/m. | Int/m. | Ctr/m. | Pts/m. |
| --------- | -------- | ------ | ------ | ------ | ----- | ------ | ---- | ------- | ------- | ------ | ------ | ------ |
| 2015-2016 | Canton   | 2      | 2      | 32,7   | 27,6  | 7,1    | 89,5 | 2,00    | 2,00    | 0,00   | 0,00   | 17,00  |
| 2015-2016 | Austin   | 3      | 0      | 23,1   | 52,9  | 47,8   | 86,7 | 3,00    | 2,00    | 1,00   | 0,00   | 20,00  |
| Carrière  | Carrière | 5      | 2      | 26,9   | 41,3  | 32,4   | 88,2 | 2,60    | 2,00    | 0,60   | 0,00   | 18,80  |

## Records sur une rencontre en NBA
Les records personnels de Tim Hardaway Jr. en NBA sont les suivants, :
| Type de statistique        | Saison régulière | Saison régulière     | Saison régulière | Playoffs | Playoffs                  | Playoffs      |
| Type de statistique        | Record           | Adversaire           | Date             | Record   | Adversaire                | Date          |
| -------------------------- | ---------------- | -------------------- | ---------------- | -------- | ------------------------- | ------------- |
| Points                     | 42               | @ Pistons de Détroit | 29 avril 2021    | 28       | @ Clippers de Los Angeles | 25 mai 2021   |
| Paniers marqués            | 14               | 2 fois               | 2 fois           | 9        | 3 fois                    | 3 fois        |
| Paniers tentés             | 27               | Raptors de Toronto   | 22 novembre 2017 | 19       | 3 fois                    | 3 fois        |
| Paniers à 3 points réussis | 10               | @ Heat de Miami      | 4 mai 2021       | 7        | Knicks de New York        | 24 avril 2025 |
| Paniers à 3 points tentés  | 18               | @ Heat de Miami      | 4 mai 2021       | 13       | Knicks de New York        | 27 avril 2025 |
| Lancers francs réussis     | 16               | @ Hawks d'Atlanta    | 7 novembre 2018  | 7        | @ Wizards de Washington   | 19 avril 2017 |
| Lancers francs tentés      | 20               | @ Hawks d'Atlanta    | 7 novembre 2018  | 8        | @ Clippers de Los Angeles | 25 mai 2021   |
| Rebonds offensifs          | 3                | 3 fois               | 3 fois           | 2        | @ Clippers de Los Angeles | 22 mai 2021   |
| Rebonds défensifs          | 10               | 3 fois               | 3 fois           | 7        | @ Wizards de Washington   | 16 avril 2017 |
| Rebonds totaux             | 11               | @ Magic d'Orlando    | 8 novembre 2017  | 7        | 2 fois                    | 2 fois        |
| Passes décisives           | 8                | 4 fois               | 4 fois           | 5        | @ Clippers de Los Angeles | 25 mai 2021   |
| Interceptions              | 3                | 21 fois              | 21 fois          | 2        | Wizards de Washington     | 24 avril 2017 |
| Contres                    | 2                | 5 fois               | 5 fois           | 1        | Celtics de Boston         | 16 avril 2016 |
| Balles perdues             | 7                | @ Celtics de Boston  | 21 novembre 2018 | 4        | @ Wizards de Washington   | 19 avril 2017 |
| Minutes jouées             | 58               | Knicks de New York   | 29 janvier 2017  | 45       | @ Clippers de Los Angeles | 2 juin 2021   |

- Double-double : 4
- Triple-double : 0

Dernière mise à jour : 26 juillet 2022